# Olympische Sommerspiele 1972/Leichtathletik – 20 km Gehen (Männer)
Das 20-km-Gehen der Männer bei den Olympischen Spielen 1972 in München wurde am 31. August 1972 ausgetragen. Start und Ziel war das Olympiastadion München. 24 Athleten nahmen teil, von denen 22 das Ziel erreichten.
Olympiasieger wurde Peter Frenkel aus der DDR. Silber gewann Wolodymyr Holubnytschyj aus der Sowjetunion, Bronze ging an Hans-Georg Reimann aus der DDR.
Für die Bundesrepublik Deutschland traten an mit folgenden Resultaten: Heinz Mayr – Platz dreizehn, Wilfried Wesch – Platz sechzehn und Bernd Kannenberg – Aufgabe.

Neben den Medaillengewinnern war auch Gerhard Sperling für die DDR am Start und wurde Vierter.

Geher aus der Schweiz, Österreich und Liechtenstein nahmen nicht teil.

## Bestleistungen / Rekorde

### Bestehende Bestleistungen / Rekorde
Weltrekorde wurden im Straßengehen wegen der unterschiedlichen Streckenbeschaffenheiten nicht geführt.
| Weltbestleistung   | 1:24:50 h   | Paul Nihill ( Großbritannien)  | Douglas, Großbritannien | 30. Juli 1972    |
| Olympischer Rekord | 1:29:34,0 h | Ken Matthews ( Großbritannien) | OS Tokio, Japan         | 15. Oktober 1964 |

### Rekordverbesserung
Der Olympiasieger Peter Frenkel aus der DDR verbesserte den bestehenden olympischen Rekord im Wettbewerb am 31. August um 2:41,6 min auf 1:26:42,4 h. Die Weltbestleistung verfehlte er um 1:52,4 min.

## Durchführung des Wettbewerbs
Die Geher traten am 31. August zu ihrem Wettkampf an. Vorkämpfe gab es nicht.

## Endergebnis und Wettkampfverlauf

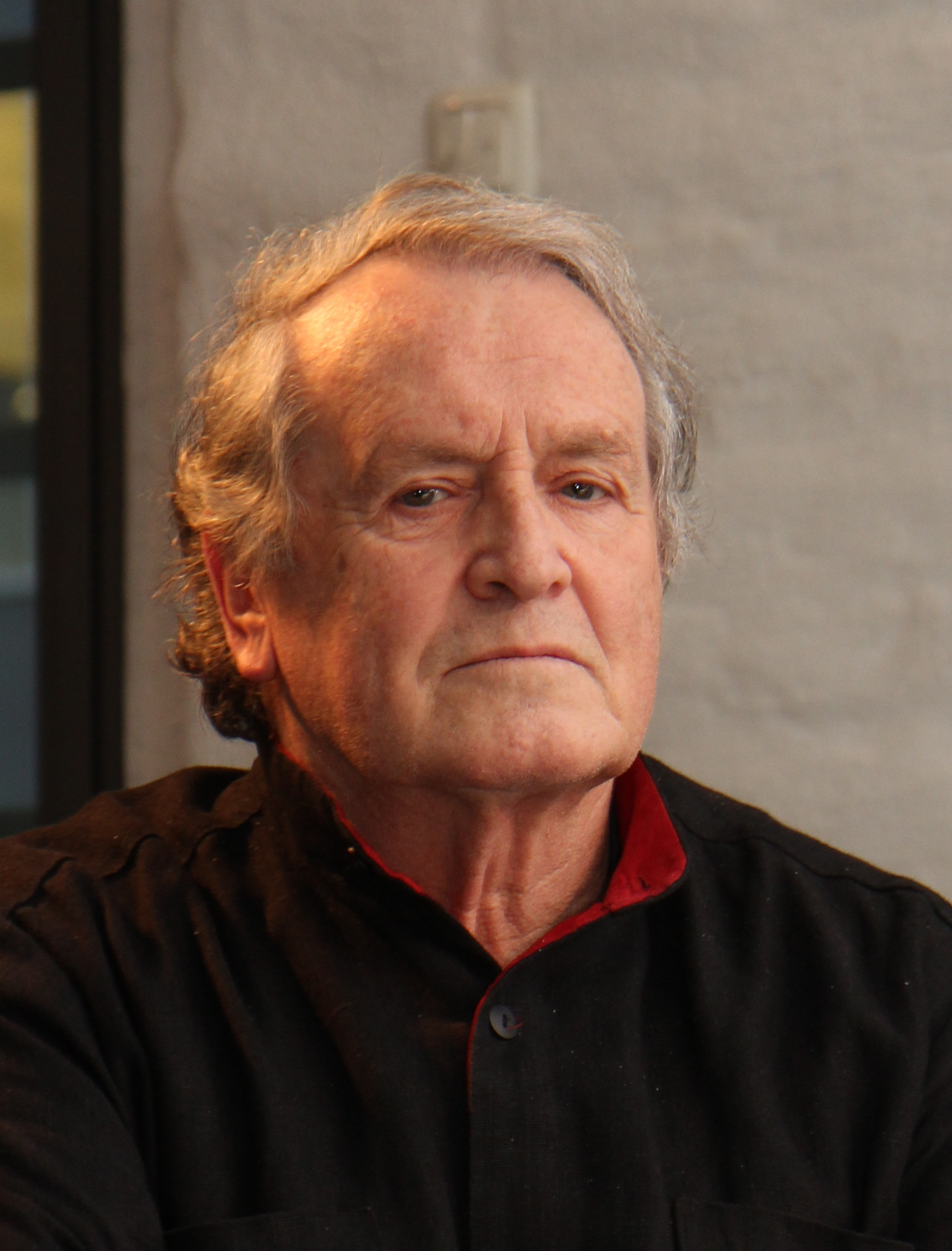
Olympiasieger Peter Frenkel im Jahr 2018

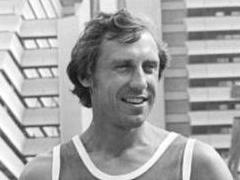
Nach Rang sieben 1968 in Mexiko-Stadt gab es für Hans-Georg Reimann diesmal Bronze

Datum: 31. August 1972, 15:45 Uhr
| Platz | Name                    | Nation         | Zeit        | Anmerkung |
| ----- | ----------------------- | -------------- | ----------- | --------- |
| 1     | Peter Frenkel           | DDR            | 1:26:42,4 h | OR        |
| 2     | Wolodymyr Holubnytschyj | Sowjetunion    | 1:26:55,2 h |           |
| 3     | Hans-Georg Reimann      | DDR            | 1:27:16,6 h |           |
| 4     | Gerhard Sperling        | DDR            | 1:27:55,0 h |           |
| 5     | Mykola Smaha            | Sowjetunion    | 1:28:16,6 h |           |
| 6     | Paul Nihill             | Großbritannien | 1:28:44,4 h |           |
| 7     | Jan Ornoch              | Polen          | 1:32:01,6 h |           |
| 8     | Vittorio Visini         | Italien        | 1:32:30,0 h |           |
| 9     | José Oliveros           | Mexiko         | 1:32:40,6 h |           |
| 10    | Larry Young             | USA            | 1:32:53,4 h |           |
| 11    | Jan Rolstad             | Norwegen       | 1:33:03,2 h |           |
| 12    | Pedro Aroche            | Mexiko         | 1:33:05,0 h |           |
| 13    | Heinz Mayr              | BR Deutschland | 1:33:13,8 h |           |
| 14    | Phil Embleton           | Großbritannien | 1:33:22,2 h |           |
| 15    | Tom Dooley              | USA            | 1:34:58,8 h |           |
| 16    | Wilfried Wesch          | BR Deutschland | 1:35:20,6 h |           |
| 17    | Peter Marlow            | Großbritannien | 1:35:38,8 h |           |
| 18    | Charles Sowa            | Luxemburg      | 1:36:23,8 h |           |
| 19    | Goetz Klopfer           | USA            | 1:38:33,6 h |           |
| 20    | Hunde Toure             | Äthiopien      | 1:43:11,6 h |           |
| 21    | José Esteban Valle      | Nicaragua      | 1:45:09,4 h |           |
| DNF   | Bernd Kannenberg        | BR Deutschland |             |           |
| DSQ   | Jewgeni Iwtschenko      | Sowjetunion    |             |           |
| DNS   | Tadeusz Gorzechowski    | Polen          |             |           |
| DNS   | Ludomir Nitkowski       | Polen          |             |           |
| DNS   | Shaul Ladany            | Israel         |             |           |
| DNS   | Teodor Ionescu          | Rumänien       |             |           |
| DNS   | Ioan Mureşanu           | Rumänien       |             |           |
| DNS   | Daniel Björkgren        | Schweden       |             |           |
| DNS   | Stefan Ingvarsson       | Schweden       |             |           |
| DNS   | Hans Tenggren           | Schweden       |             |           |
| DNS   | Oscar Barletta          | Italien        |             |           |
| DNS   | Fernando Ielli          | Italien        |             |           |
| DNS   | Kjell Georg Lund        | Norwegen       |             |           |
| DNS   | Aram Lewonian           | Bulgarien      |             |           |
| DNS   | János Dalmati           | Ungarn         |             |           |
| DNS   | Antal Kiss              | Ungarn         |             |           |

| Zwischenzeiten      | Zwischenzeiten | Zwischenzeiten     | Zwischenzeiten |
| Zwischenzeit- Marke | Zwischenzeit   | Führender          | 5-km-Zeit      |
| ------------------- | -------------- | ------------------ | -------------- |
| 5 km                | 22:16 min      | Peter Frenkel      | 22:16 min      |
| 10 km               | 43:57 min      | Hans-Georg Reimann | 21:41 min      |
| 15 km               | 1:05:22 h00    | Peter Frenkel      | 21:25 min      |
| 20 km               | 1:26:42 h00    | Peter Frenkel      | 21:20 min      |

Favorisiert waren die sowjetischen Geher Mykola Smaha, Europameister 1971, und Wolodymyr Holubnitschyj, Olympiasieger 1968, sowie die DDR-Athleten Gerhard Sperling, Peter Frenkel und Hans-Georg Reimann, bei den Europameisterschaften 1971 auf den Plätzen zwei, vier und fünf. Auch der Brite Paul Nihill, Inhaber der Weltbestleistung und Dritter der Europameisterschaften 1971, sowie der bundesdeutsche Geher Bernd Kannenberg zählten zu den Anwärtern auf eine vorderen Platzierung. Kannenberg hatte zu Beginn des Olympiajahres eine Weltbestzeit über 50 Kilometer aufgestellt.
Die beiden Ostdeutschen Frenkel und Reimann legten auf den ersten zehn Kilometern das Tempo vor, wobei sie sich in der Führungsarbeit abwechselten. Holubnitschyj hielt den Anschluss. Zu Sperling und Smaha entstand eine Lücke, dahinter lag Kannenberg. Der Rest des Feldes war etwas weiter zurück. Im weiteren Verlauf konnte sich Frenkel mehr und mehr von seinen Gegnern absetzen. Reimann lag auf Platz zwei, Holubnitschyj war Dritter. Nach achtzehn Kilometern zog der sowjetische Geher an Reimann vorbei. Bernd Kannenberg stieg mit Kniebeschwerden auf Platz fünf liegend aus dem Wettkampf aus, er wollte sich ganz auf seine stärkere Disziplin, das 50-km-Gehen konzentrieren.
Peter Frenkel wurde mit dreizehn Sekunden Vorsprung Olympiasieger vor Wolodymyr Holubnitschyj, der damit die vierte olympische Medaille in Folge im 20-km-Gehen erringen konnte. Hans-Georg Reimann gewann Bronze vor Gerhard Sperling und Mykola Smaha. Paul Nihill wurde Sechster.
Peter Frenkel unterbot den olympischen Rekord des Briten Ken Matthews von 1964 um knapp drei Minuten. Die Weltbestzeit verfehlte Frenkel um knapp zwei Minuten.
Mit 39 Jahren war der Luxemburger Charles Sowa der älteste Teilnehmer im Feld. Wie auch Wolodymyr Holubnichyj trat er zum vierten Mal bei Olympischen Spielen an.

## Video
- XX Olympic Games Highlights, Bereich 3:45 min 4:21 min bis youtube.com, abgerufen 29. September 2021